# ジョン・ヘイ (第12代エロル伯爵)
第12代エロル伯爵ジョン・ヘイ（英語: John Hay, 12th Earl of Erroll、1672年以前 – 1704年12月30日）は、スコットランド貴族。

## 生涯
サー・アンドルー・ヘイ（Sir Andrew Hay、1672年までに没、ジョージ・ヘイ閣下の息子、第8代エロル伯爵アンドルー・ヘイの孫）と妻マーガレット（Margaret、初代キナード卿ジョージ・キナードの姉妹）の長男として生まれた。
祖父の兄の孫にあたる第11代エロル伯爵ギルバート・ヘイはエロル伯爵位を返上して1666年11月13日に再叙爵を受け、ジョン・ヘイを次代伯爵に指名した。1674年に第11代エロル伯爵が死去すると、1666年の継承規定に基づき爵位を継承、同年3月4日にはその爵位や領地の特許状を受け取った。
1672年10月2日にパースとアバディーンの市民として承認され、1685年5月1日にアバディーンシャーの州裁判所判事に任命された。
1688年の名誉革命では妻の兄にあたる第4代パース伯爵ジェームズ・ドラモンドがスコットランド大法官を務めていたこともあり、事態に注目した。伯爵自身はジェームズ7世（イングランド王としてはジェームズ2世）を支持したが、「並外れた節制と判断力をもって行動した」（acted with singular moderation and judgment）とされる。
1700年2月5日にアバディーン大学キングス・カレッジ学長に任命され、1704年に死去するまで務めた。
1704年12月30日に死去、息子チャールズが爵位を継承した。

## 家族
1674年10月1日、アン・ドラモンド（Anne Drummond、1656年1月 – 1704年12月30日以降、第3代パース伯爵ジェームズ・ドラモンドの娘）と結婚、3男2女をもうけた。
- チャールズ（1677年ごろ – 1717年10月16日） - 第13代エロル伯爵[1]
- ジェームズ（1717年までに没） - 子供なし[1]
- トマス（1709年1月4日埋葬[1]）
- メアリー（1758年8月19日没） - 第14代エロル女伯爵[1]
- マーガレット（1723年4月25日没） - 1707年夏、第5代リンリスゴー伯爵および第4代カレンダー伯爵ジェームズ・リヴィングストン（英語版）と結婚、子供あり[1]。娘アン（1747年9月14日没）は1724年6月15日に第4代キルマーノック伯爵ウィリアム・ボイド（英語版）と結婚した[1]